# Atletism la Jocurile Olimpice de vară din 2016 - 5.000 m (masculin)
Proba de 5.000 de metri masculin de la Jocurile Olimpice de vară din 2016 a avut loc în perioada 16-20 august pe Stadionul Olimpic.

## Recorduri
Înaintea acestei competiții, recordurile mondiale și olimpice erau următoarele:
| Record  | Atlet                 | Timp     | Loc             | Data           |
| ------- | --------------------- | -------- | --------------- | -------------- |
| Mondial | Kenenisa Bekele (ETH) | 12:37.35 | Hengelo, Olanda | 31 mai 2004    |
| Olimpic | Kenenisa Bekele (ETH) | 12:57.82 | Beijing, China  | 23 august 2008 |

| Area                                             |             |                     |               |
| Area                                             | Time (s)    | Athlete             | Nation        |
| ------------------------------------------------ | ----------- | ------------------- | ------------- |
| Africa (recorduri)                               | 12:37.35 RM | Kenenisa Bekele     | Etiopia       |
| Asia (recorduri)                                 | 12:51.96    | Albert Rop          | Bahrain       |
| Europa (recorduri)                               | 12:49.71    | Mohammed Mourhit    | Belgia        |
| America Centrală, de Nord și Caraibe (recorduri) | 12:53.60    | Bernard Lagat       | Statele Unite |
| Oceania (recorduri)                              | 12:55.76    | Craig Mottram       | Australia     |
| America de Sud (recorduri)                       | 13:19.43    | Marilson dos Santos | Brazilia      |

## Format
Competiția a avut două etape: runda întâi cu două serii și finala. Primii cinci atleți din fiecare serie și alți șase atleți cu cel mai rapid timp s-au calificat în finală. 

## Rezultate

### Runda 1
Reguli de calificare: primii cinci atleți din fiecare serie (C) și următorii șase atleți cu cel mai bun timp (c) se califică în finală.

#### Seria 1
| Loc | Nume                    | Naționalitate              | Timp     | Note |
| --- | ----------------------- | -------------------------- | -------- | ---- |
| 1   | Hagos Gebrhiwet         | Etiopia                    | 13:24.65 | (C)  |
| 2   | Albert Kibichii Rop     | Bahrain                    | 13:24.95 | (C)  |
| 3   | Mo Farah                | Marea Britanie             | 13:25.25 | (C)  |
| 4   | Joshua Kiprui Cheptegei | Uganda                     | 13:25.70 | (C)  |
| 5   | Bernard Lagat           | Statele Unite ale Americii | 13:26.02 | (C)  |
| 6   | Caleb Ndiku             | Kenya                      | 13:26.63 |      |
| 7   | Hayle Ibrahimov         | Azerbaidjan                | 13:27.11 |      |
| 8   | Aron Kifle              | Eritreea                   | 13:29.45 |      |
| 9   | Ilias Fifa              | Spania                     | 13:30.23 |      |
| 10  | Kemoy Campbell          | Jamaica                    | 13:30.32 |      |
| 11  | Jacob Kiplimo           | Uganda                     | 13:30.40 |      |
| 12  | Charles Yosei Muneria   | Kenya                      | 13:30.95 |      |
| 13  | Hassan Mead             | Statele Unite ale Americii | 13:34.27 | (c)  |
| 14  | Younés Essalhi          | Maroc                      | 13:41.41 |      |
| 15  | Namakoe Nkhasi          | Lesotho                    | 13:41.92 |      |
| 16  | Bashir Abdi             | Belgia                     | 13:42.83 |      |
| 17  | Olivier Irabaruta       | Burundi                    | 13:44.08 |      |
| 18  | Sam McEntee             | Australia                  | 13:50.55 |      |
| 19  | Lucas Bruchet           | Canada                     | 14:02.02 |      |
| 20  | Richard Ringer          | Germania                   | 14:05.01 |      |
| 21  | Mukhlid Al-Otaibi       | Arabia Saudită             | 14:18.48 |      |
| 22  | Kota Murayama           | Japonia                    | 14:26.72 |      |
| 23  | Hari Kumar Rimal        | Nepal                      | 14:54.42 |      |
| 24  | Mohamed Daud Mohamed    | Somalia                    | 14:57.84 |      |
| 25  | Rosefelo Siosi          | Insulele Solomon           | 15:47.76 | (PB) |

#### Seria a 2-a
| Loc | Nume                  | Naționalitate              | Timp     | Note      |
| --- | --------------------- | -------------------------- | -------- | --------- |
| 1   | Paul Kipkemoi Chelimo | Statele Unite ale Americii | 13:19.54 | (C), (PB) |
| 2   | Muktar Edris          | Etiopia                    | 13:19.65 | (C)       |
| 3   | Dejen Gebremeskel     | Etiopia                    | 13:19.67 | (C)       |
| 4   | Birhanu Balew         | Bahrain                    | 13:19.83 | (C)       |
| 5   | Andrew Butchart       | Marea Britanie             | 13:20.08 | (C)       |
| 6   | Mohammed Ahmed        | Canada                     | 13:21.00 | (c)       |
| 7   | Elroy Gelant          | Africa de Sud              | 13:22.00 | (c)       |
| 8   | Abrar Osman           | Eritreea                   | 13:22.56 | (c)       |
| 9   | Brett Robinson        | Australia                  | 13:22.81 | (c)       |
| 10  | David Torrence        | Peru                       | 13:23.20 | (c), (RN) |
| 11  | Phillip Kipyeko       | Uganda                     | 13:24.66 | (SB)      |
| 12  | Isiah Koech           | Kenya                      | 13:25.15 |           |
| 13  | Patrick Tiernan       | Australia                  | 13:28.48 |           |
| 14  | Florian Orth          | Germania                   | 13:28.88 |           |
| 15  | Hiskel Tewelde        | Eritreea                   | 13:30.23 |           |
| 16  | Suguru Osako          | Japonia                    | 13:31.45 | (SB)      |
| 17  | Adel Mechaal          | Spania                     | 13:34.42 |           |
| 18  | Soufiyan Bouqantar    | Maroc                      | 13:56.55 |           |
| 19  | Ali Kaya              | Turcia                     | 14:05.34 |           |
| 20  | Tom Farrell           | Marea Britanie             | 14:11.65 |           |
| 21  | Tariq Ahmed Al-Amri   | Arabia Saudită             | 14:26.90 |           |
| 22  | Antonio Abadía        | Spania                     | 14:33.20 |           |
| 23  | Kefasi Chitsala       | Malawi                     | 14:52.89 |           |
| 24  | San Naing             | Myanmar                    | 15:51.05 |           |
| 25  | Romario Leitao        | São Tomé și Príncipe       | 15:53.32 |           |
| –   | Zouhair Aouad         | Bahrain                    | (DNF)    |           |

### Finala
| Loc | Nume                    | Naționalitate              | Timp     | Note     |
| --- | ----------------------- | -------------------------- | -------- | -------- |
| 1   | Mo Farah                | Marea Britanie             | 13:03.30 |          |
| 2   | Paul Kipkemoi Chelimo   | Statele Unite ale Americii | 13:03.90 | (PB)     |
| 3   | Hagos Gebrhiwet         | Etiopia                    | 13:04.35 |          |
| 4   | Mohammed Ahmed          | Canada                     | 13:05.94 |          |
| 5   | Bernard Lagat           | Statele Unite ale Americii | 13:06.78 | (SB)     |
| 6   | Andrew Butchart         | Marea Britanie             | 13:08.61 | (PB)     |
| 7   | Albert Kibichii Rop     | Bahrain                    | 13:08.79 |          |
| 8   | Joshua Kiprui Cheptegei | Uganda                     | 13:09.17 |          |
| 9   | Birhanu Balew           | Bahrain                    | 13:09.26 | (PB)     |
| 10  | Abrar Osman             | Eritreea                   | 13:09.56 |          |
| 11  | Hassan Mead             | Statele Unite ale Americii | 13:09.81 |          |
| 12  | Dejen Gebremeskel       | Etiopia                    | 13:15.91 |          |
| 13  | Elroy Gelant            | Africa de Sud              | 13:17.47 |          |
| 14  | Brett Robinson          | Australia                  | 13:32.30 |          |
| 15  | David Torrence          | Peru                       | 13:43.12 |          |
| –   | Muktar Edris            | Etiopia                    | (DS)     | R 163.3b |

## Legendă
RA Record african | AM Record american | AS Record asiatic | RE Record european | OCRecord oceanic | RO Record olimpic | RM Record mondial | RN Record național | SA Record sud-american | RC Record al competiției | DNF Nu a terminat | DNS Nu a luat startul | DS Descalificare | EL Cea mai bună performanță europeană a anului | PB Record personal | SB Cea mai bună performanță a sezonului | WL Cea mai bună performanță mondială a anului 